# Ophiomyia rostrata
Ophiomyia rostrata är en tvåvingeart som beskrevs av Friedrich Georg Hendel 1920. Ophiomyia rostrata ingår i släktet Ophiomyia och familjen minerarflugor. Arten är reproducerande i Sverige. Inga underarter finns listade i Catalogue of Life.